# 南峽灣區
南峽灣區（挪威語：Sunnfjord，對比北峽灣區），音译孙菲尤尔，是西挪威松恩-菲尤拉讷郡的一個傳統區域。南峽灣區包括阿斯克沃爾、弗亞勒、弗洛拉、弗勒、蓋于拉、約爾斯特、奈于斯特達爾，和最南的布雷芒厄等多個市鎮，整區範圍為4,476平方公里，2006年的人口為41,156，佔松恩-菲尤拉讷整個郡的32%人口。

## 市鎮列表
南峽灣區內有以下的市鎮：
| 編號 | 徽章 | 市鎮         | 人口   | 主要語言 |
| ---- | ---- | ------------ | ------ | -------- |
| 1401 |      | 弗洛拉       | 11,654 | 新挪威語 |
| 1428 |      | 阿斯克沃爾   | 3,010  | 新挪威語 |
| 1429 |      | 弗亞勒       | 2,832  | 新挪威語 |
| 1430 |      | 蓋于拉       | 2,848  | 新挪威語 |
| 1431 |      | 約爾斯特     | 3,052  | 新挪威語 |
| 1432 |      | 弗勒         | 12,307 | 新挪威語 |
| 1433 |      | 奈于斯特達爾 | 2,710  | 新挪威語 |

## 村落人口
以下列出南峽灣區內頭十位最多人居住的村落（人口數據為2015年1月1日，括號內為南峽灣區的市鎮）：
1. 弗勒：10,216（弗勒）
2. 弗盧勒：8,864（弗洛拉）
3. 奈于斯特達爾：1,181（奈于斯特達爾）
4. 达勒（英语：Dale, Sogn og Fjordane）：1,095（弗亞勒）
5. 桑讷（英语：Sande, Sogn og Fjordane）：784（蓋于拉）
6. 朗海于加讷（英语：Langhaugane）：733（約爾斯特）
7. 阿斯克沃爾：656（阿斯克沃爾）
8. 布兰绥（英语：Brandsøy）：628（弗洛拉）
9. 法爾松：611（弗勒）
10. 谢伊（英语：Skei, Sogn og Fjordane）：462（約爾斯特）
11. 瓦森嫩（英语：Vassenden）：393（約爾斯特）
12. 埃克菲尤尔（英语：Eikefjord）：379（弗洛拉）
13. 弗莱克（英语：Flekke）：219（弗亞勒）

## 著名景點
達爾峽灣和弗勒峽灣也是在南峽灣區區內，而南峽灣區內可以釣魚、激流泛舟、遠足，亦有瀑布、冰川、以及著名的约斯特谷冰原国家公园，令本會成為一個著名旅遊景點。
第二次世界大戰期間，此處發生挪威國內最大規模的空戰，因此區內的奈于斯特達爾設有一博物館紀念此事。

## 交通
南峽灣區內有兩個機場，弗勒城外的弗勒布靈厄蘭機場和弗盧勒城外的弗盧勒機場。欧洲E39公路亦由南向北穿過本區。

## 著名居民
- 戈爾（英语：Gaahl），挪威歌手[6]